# UFC Fight Night: Hendricks vs. Thompson
UFC Fight Night: Hendricks vs. Thompson（ユーエフシー・ファイトナイト：ヘンドリックス・バーサス・トンプソン、別名UFC Fight Night 82）は、アメリカ合衆国の総合格闘技団体「UFC」の大会の一つ。2016年2月6日、ネバダ州ラスベガスのMGMグランド・ガーデン・アリーナで開催された。

## 大会概要
本大会ではジョニー・ヘンドリックスとスティーブン・トンプソンによるウェルター級ワンマッチが組まれた。
当初はPPV大会UFC 196として開催が予定されていたが、メインイベントの変更により大会名が変更された。

### カード変更
負傷などによるカードの変更は以下の通り。
- ファブリシオ・ヴェウドゥム vs. ケイン・ヴェラスケス → ヴェラスケスの負傷により中止

- ファブリシオ・ヴェウドゥム vs. スティーペ・ミオシッチ → ヴェウドゥムの負傷により中止

## 試合結果

### アーリープレリム
第1試合 フェザー級ワンマッチ 5分3R
○  アレックス・ホワイト vs.  アルテム・ロボフ ×
3R終了 判定3-0（30-27、30-27、30-27）
第2試合 ウェルター級ワンマッチ 5分3R
○  ミッキー・ガル vs.  マイク・ジャクソン ×
1R 0:45 リアネイキドチョーク

### プレリミナリーカード
第3試合 フェザー級ワンマッチ 5分3R
○  ディエゴ・リヴァス vs.  ノアド・ラハト ×
2R 0:23 KO（右跳び膝蹴り）
第4試合 フライ級ワンマッチ 5分3R
○  ジャスティン・スコギンズ vs.  レイ・ボーグ ×
3R終了 判定3-0（30-27、30-27、30-26）
第5試合 ヘビー級ワンマッチ 5分3R
○  デリック・ルイス vs.  ダミアン・グラボウスキー ×
1R 2:17 TKO（パウンド）
第6試合 ライト級ワンマッチ 5分3R
○  ジョシュ・バークマン vs.  KJ・ヌーンズ ×
3R終了 判定3-0（30-27、30-27、30-27）

### メインカード
第7試合 ウェルター級ワンマッチ 5分3R
○  マイク・パイル vs.  ショーン・スペンサー ×
3R 4:25 TKO（膝蹴り連打）
第8試合 ライトヘビー級ワンマッチ 5分3R
○  ミシャ・サークノフ vs.  アレックス・ニコルソン ×
2R 1:28 ネッククランク
第9試合 フライ級ワンマッチ 5分3R
○  ジョセフ・ベナビデス vs.  ザック・マコウスキー ×
3R終了 判定3-0（30-27、29-28、29-28）
第10試合 ライトヘビー級ワンマッチ 5分3R
○  オヴィンス・サンプルー vs.  ハファエル・カバウカンチ ×
3R終了 判定3-0（30-27、30-27、29-28）
第11試合 ヘビー級ワンマッチ 5分3R
○  ロイ・ネルソン vs.  ジャレッド・ロショルト ×
3R終了 判定3-0（30-27、30-27、29-28）
第12試合 ウェルター級ワンマッチ 5分5R
○  スティーブン・トンプソン vs.  ジョニー・ヘンドリックス ×
1R 3:31 TKO（スタンドパンチ連打）

### 各賞
ファイト・オブ・ザ・ナイト： マイク・パイル vs. ショーン・スペンサー
パフォーマンス・オブ・ザ・ナイト： スティーブン・トンプソン、ディエゴ・リヴァス
各選手にはボーナスとして5万ドルが支給された。